# 卡内基奖 (艺术)

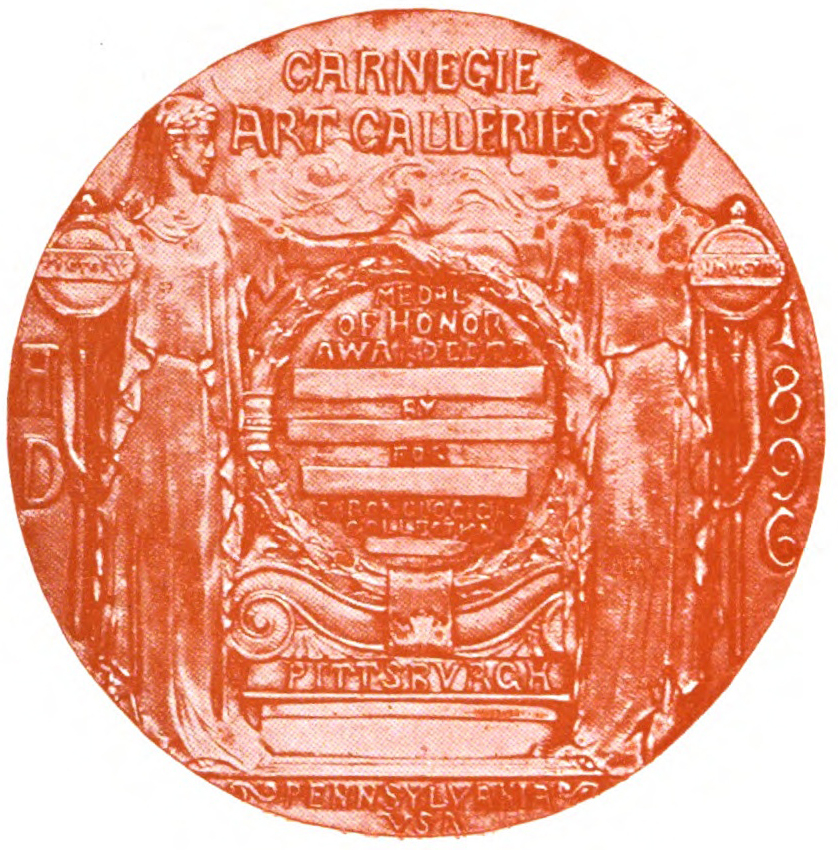
1896年的金奖章

卡内基奖（Carnegie Prize）是由美国宾夕法尼亚州匹兹堡卡內基美術館颁发的一个国际艺术奖，目前提供10,000美元的现金奖励和一枚蒂芙尼公司设计的金奖牌。

## 历史
卡内基奖设立于1896年，旨在表彰在艺术博物馆首届年展中的最佳画作。年展本身的名字经过了多次更迭，时间也从每年举办改为每二年、三年、四年、五年。1982年，展览定名为卡内基国际展。1985年，卡内基奖也重新调整，不仅颁发给单件艺术作品，还颁发给获奖者的全部作品。